# 평양종합인쇄공장
평양종합인쇄공장(平壤綜合印刷工場)은 조선민주주의인민공화국의 인쇄소이다.

## 개요
평양종합인쇄공장은 평양시 중구역 영광거리에 있으며, 1946년에 창립된 조선민주주의인민공화국에서 가장 오래된 인쇄공장이다. 
현재의 이름은 평양종합인쇄공장으로 이름이 고쳤는데, 이 이름은 김일성 주석이 직접 지어준 것이라고 알려져 있다. 
이 공장의 주요 업무는 북조선의 신문과 잡지를 발행하는 것과 아동용 도서와 달력들을 비롯한 생필품을 만드는 것이다. 또 한편으로는, 여러 가지 도서와 백과사전을 만든다. 
이 공장에서는 "로동신문"과 조선중앙년감, 그리고 "조선녀성"과 "천리마"와 같은 정기간행물을 제작하며, 문예도서와 과학도서, 어린이용 도서와 정치도서를 만든다.
북조선 정부에서는 이 공장에 대해 항상 깊은 관심을 갖고 있으며, 1975년에 이 공장에 "3대혁명붉은기 훈장"과 "김일성훈장"을 수여한 적이 있다.

## 같이 보기
- 로동신문
- 천리마
- 금성청년출판사
- 근로자
- 조선민주주의인민공화국의 언론

## 참고
- 관련 조선중앙텔레비전 소개 프로그램